# Сосюпа
Сосюпа (*тай-ниа:ᥔᥫᥴ ᥔᥤᥝᥱ ᥜᥣᥳ; д/н — 1378) — 3-й володар держави Муанг Мао у 1377—1378 роках. У китайців відомий як Тай Бянь.

## Життєпис
Син саофи Сопемпа. Про нього відомостей обмаль. 1377 року посів трон. Втім невдовзі стикнувся з невдаволенням своїх сановників через намагання зміцнити свою владу. Цим скористався його стрийко Сокаппа. Згідно китайських хронік він загинув, але бірманські хроніки вказують, що Сосюпа втік до царства Ави, де помер у 1384 році. Втім ймовірніше все ж китайський варіант його діяльності.